# Краминов, Даниил Фёдорович
Даниил Фёдорович Краминов (1910—1994) — советский журналист-международник, писатель и публицист.

## Биография
Родился в 1910 году в селе Большовка в крестьянской cемье. C 1929 года репортёр деревенского отдела в воронежской областной газете «Коммуна». В 1933 году окончил ЛИФЛИ. Работал собственным корреспондентом газеты «Известия» в Сибири. С 1939 года — корреспондент ТАСС в Швеции, Литве, с 1943 года в Великобритании. В 1944 году — военный корреспондент при штабе союзнических войск американского генерала Д. Эйзенхауэра. Позднее заведующий отделением ТАСС в Берлине, освещал ход Нюрнбергского процесса.
С 1952 по 1959 год член редколлегии, редактор отдела американских стран газеты «Правда». C 1960 по 1986 год главный редактор еженедельника «За рубежом».
Член ВКП(б) с 1939 года. Член Союза писателей СССР с 1975 года, один из организаторов Союза журналистов СССР.
Награждён двумя орденами Ленина, орденами: Октябрьской Революции, Трудового Красного Знамени, Дружбы народов, Отечественной войны II степени, Красной Звезды и многими медалями. 
Умер в Москве в 1994 году. Похоронен на Перловском кладбище.